# Nunavik

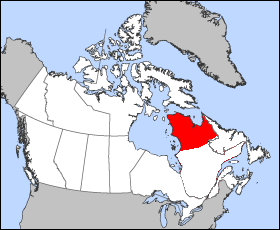
Localización de Nunavik en Canadá

Nunavik es una región de Quebec, situada en el extremo norte de esta provincia canadiense. Esta región forma, junto con la de Jamésie, la región administrativa Nord-du-Québec, la mayor de toda la provincia. Cubre una superficie de aproximadamente 507.000 km² de tundra y de bosque boreal. Los aproximadamente 11 000 habitantes de Nunavik, de los cuales el 90% son inuits, viven a lo largo de la costa, en 14 pueblos nórdicos y en el pueblo cree de Whapmagoostui.
Existen diferentes significados de Nunavik en inuktitut quebequés. Uno es "el lugar donde vivir", aunque otros lo interpretan como "el lugar en que desembarcamos". En el diccionario de inuktitut Tamusi Qumak's, Nunavik significa "una tierra enorme ocupada por animales". Los Inuit de Nunavik se denominan a sí mismos como Nunavimmiut.
En los últimos años ha habido propuestas sobre una posible autonomía para Nunavik, ya sea dentro de la provincia de Quebec, o bien, una autonomía mayor como la de Nunavut. Las negociaciones sobre la autonomía regional están en curso, y es muy probable que Nunavik se convierta en una región autónoma dentro de la provincia de Quebec, con las respectivas reclamaciones territoriales resueltas.

## Geografía

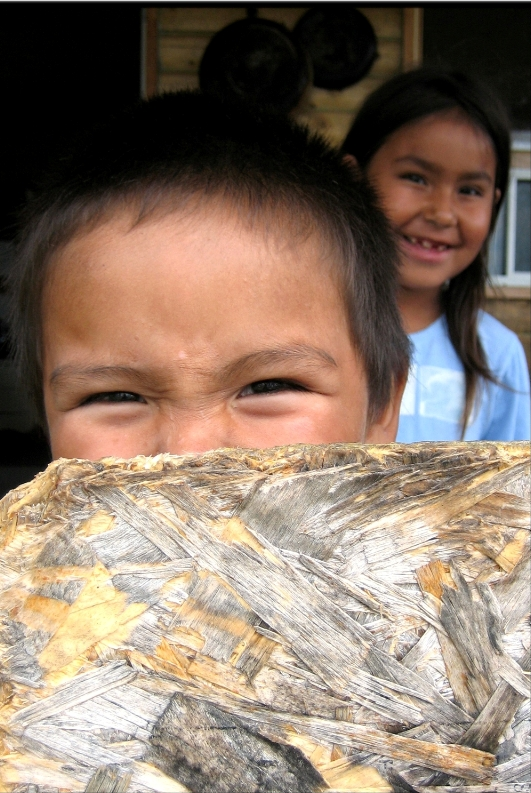
Niños de Kuujjuaq, en Nunavik (Quebec)

Nunavik está separado del Territorio de Nunavut por la bahía de Hudson al oeste, y por el estrecho de Hudson y la bahía de Ungava al norte. El paralelo 55 lo separa de la región de Jamésie, al sur; juntas, estas dos regiones forman la región administrativa de Nord-du-Québec. Al sureste del Nunavik se encuentran la región administrativa de la Côte-Nord y la provincia de Terranova y Labrador. La península de Ungava comprende los dos tercios de Nunavik.
El centro administrativo de Nunavik es el pueblo de Kuujjuaq, que se sitúa a orillas del río Koksoak, al sur de la bahía de Ungava. Las otras localidades importantes son Inukjuaq, (donde se filmó la película Nanuk, el esquimal, en 1922), Salluit, Puvirnituq y Kangiqsualujjuaq.
No hay ninguna conexión por carretera entre Nunavik y el sur de Quebec, a excepción de la route Transtaïga, que termina cerca del paralelo 55, al borde del embalse Caniapiscau, a algunos centenares de kilómetros de Kuujjuak, y la route de la Baie James, que está a unos 250 km de los pueblos hermanados de Whapmagoostui y Kuujjuarapik, en la costa oriental de la Bahía de Hudson. Hay un servicio aéreo regular y una conexión marítima estacional (verano y otoño).

## Gobierno
La Convención de la Bahía James y del Norte quebequés de 1975 abrió la vía a la construcción del complejo hidroeléctrico La Grande y sentó las bases de la autonomía para la región de Nunavik: la Administración Regional Kativik (ARK). Todos los residentes de los catorce pueblos nórdicos (municipios quebequeses de mayoría inuit), autóctonos (inuits) y no autóctonos, tienen el derecho al voto. La ARK está subvencionada por el gobierno de Quebec (50%) y el gobierno de Canadá (25%).
La Sociedad Makivik, con sede social en Kuujjuaq, representa a los esquimales de Quebec en sus relaciones con los gobiernos quebequés y canadiense, y gestiona las indemnizaciones abonadas por el gobierno del Quebec dentro del marco de la Convención de la Bahía James y del Norte quebequés (en torno a 140 millones de dólares canadienses entre 1975 y 1999). La Sociedad milita en favor de una mayor autonomía de Nunavik, y recientemente ha firmado un acuerdo sobre el reconocimiento de los derechos ancestrales de los inuits de Nunavik sobre las islas situadas a lo largo de la costa de Nunavik, pero que forman parte del territorio de Nunavut.
El pueblo cree de Whapmagoostui, cerca del pueblo nórdico de Kuujjuarapik, forma parte de la Administración Regional Cree y del Gran Consejo de los Crees (Eeyou Istchee) y no participa en el ARK. La nación naskapi de Kawawachikamach, dentro de la región quebequesa Côte-Nord, es la propietaria de tierras de caza en el sur de Nunavik y sí está representada en el seno de la ARK.

## Comunidades de Nunavik

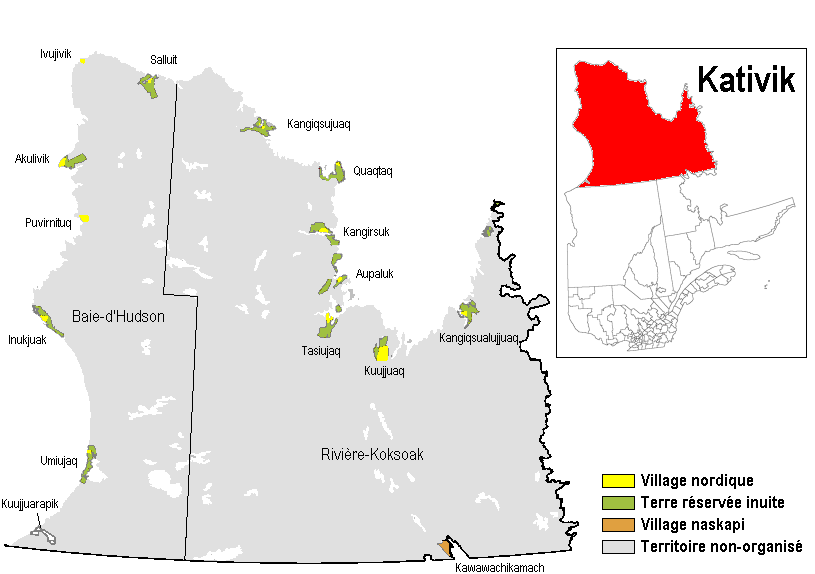
Mapa administrativo de Nunavik

- Akulivik
- Aupaluk
- Inukjuak
- Ivujivik
- Kangiqsualujjuaq
- Kangiqsujuaq
- Kangirsuk
- Kuujjuaq
- Kuujjuarapik
- Puvirnituq
- Quaqtaq
- Salluit
- Tasiujaq
- Umiujaq
- Whapmagoostui